# 72059 Heojun
72059 Heojun este un asteroid din centura principală de asteroizi.

## Descriere
72059 Heojun este un asteroid din centura principală de asteroizi. A fost descoperit pe 21 decembrie 2000 la Bohyunsan de Young-Beom Jeon și Byung-Chol Lee. Asteroidul prezintă o orbită caracterizată de o semiaxă mare de 2,36 ua, o excentricitate de 0,13 și o înclinație de 10,7° în raport cu ecliptica.